# Петри, Дональд
Дональд Петри (англ. Donald Petrie; род. 2 апреля 1954) — американский киноактёр и кинорежиссёр, снявший популярные комедии «Мистическая пицца», «Богатенький Ричи», «Мисс Конгениальность», «Как отделаться от парня за 10 дней», «Поцелуй на удачу».

## Биография
Дональд Петри — выходец из многодетной династии Петри.
Его отец, Дэниел Петри (1920—2004) — известный режиссёр, снявший более 50 картин, среди которых «Банда шести», «Кокон: Возвращение», «Лесси». Номинант Золотой пальмовой ветви и обладатель Приза Гари Купера на Каннском кинофестивале 1961 года за фильм «Изюминка на солнце».
Мать — телепродюсер Дороти Дж. Петри, работала над созданием телевизионных постановок «Лицензия на убийство», «Тысяча героев», «Песня жаворонка».
Старший брат Дональда, Дэниел Петри (мл.), известен как сценарист трилогии «Полицейский из Беверли-Хиллз», а также как сценарист и продюсер комедийного боевика «Тёрнер и Хуч».
Сестра Джун выступала в качестве сопродюсера фильмов «Песня жаворонка» и «Угонщики».
Сестра Мэри снималась в эпизодических ролях в таких фильмах как «Бетси», «Крошка М», «Скрытый враг».
Сам Дональд начал свою карьеру в 18 лет с эпизодических ролей в различных сериалах и телевизионных фильмах. Его первой ролью считается роль Пита в телесериале «Однажды за один раз».
По настоянию отца Дональд поступает в Американский киноинститут и с неплохими результатами заканчивает его. Дипломная работа Петри — короткометражная лента «Эксперт» — удостаивается специального приза.
В 1980-е годы Дональд Петри много и успешно снимает в качестве режиссёра. Он ставит эпизоды рейтинговых сериалов. Некоторое время работает в команде Стивена Спилберга, снимая эпизод Mr. Magic для фантастического сериала «Удивительные истории». Наибольшую известность ему приносят сериалы «Уравнитель» и «Закон Лос-Анджелеса». Режиссёр номинируется на премию «Эмми», но не получает её.
В 1988 году он решает обратиться к «большому» кинематографу и снимает романтическую комедию «Мистическая пицца» (в некоторых источниках «Фантастическая пицца»). Одну из главных ролей в фильме получает в то время мало кому известная Джулия Робертс, которой пришлось специально перекраситься в рыжий цвет, что в дальнейшем стало частью её имиджа. «Мистическая пицца» стала началом большой карьеры актрисы, а также принесла известность Дональду Петри как комедийному кинорежиссёру. На Independent Spirit Adwards в 1989 году Петри получает приз «Лучший кинодебют».
Затем последовали менее удачные картины «Случайные потрясения», «Старые ворчуны».
Зрители с интересом встречали новые работы Петри, но кинокритики отзывались о них прохладно. Даже «Богатенький Ричи» с Маколеем Калкином на пике его популярности и «Компаньон» с Вупи Голдберг и Тимом Дейли не принесли режиссёру престижных кинонаград.
На некоторое время Дональд Петри возвращается на телевидение, где продолжает снимать сериалы.
В 1999 году режиссёр предпринимает новую попытку закрепиться в киноиндустрии, сняв ленту «Мой любимый марсианин», которая также не принесла больших кассовых сборов.
Настоящим прорывом стал фильм «Мисс Конгениальность» (2000 год) с Сандрой Буллок в главной роли. Фильм с бюджетом в 45 млн долларов принёс создателям 100 млн уже на четвёртой неделе проката.
На волне успеха Петри снимает в 2003 году «Как отделаться от парня за 10 дней» с Кейт Хадсон и Мэттью Макконахи. Режиссёр находит свой жанр — романтические «женские» комедии. Не изменяя себе, он продолжает работать в этом направлении, сняв «Поцелуй на удачу» в 2006 году и «Моё большое греческое лето» (2009 год).

## Фильмография

### Актёрские работы
1. 1976 — «Однажды за один раз» / One Day at a Time (сериал) — Пит
2. 1976 — «Блеянье чёрной овцы» / Baa Baa Black Sheep (сериал) — Дуг Рэфферти
3. 1977 — «Поворотный пункт» / The Turning Point — Barney Joe
4. 1978 — «Невероятный Халк» / The Incredible Hulk (сериал) — Copyboy
5. 1978 — «Уолтоны» / Woltons (сериал) — Арнольд Кевин
6. 1978 — David Cassidy — Man Undercover (сериал) — Энди Миллер
7. 1978 — Thou Shalt Not Commit Adultery (TV)
8. 1979 — Восьми достаточно / Eight Is Enough (сериал) — Марти
9. 1979 — H.O.T.S. — Дуг
10. 1980 — «Бак Роджерс в XXV веке» / Buck Rogers in the 25th Century (сериал) — Kodus
11. 1980 — «Катафалк» / The Hearse — Люк
12. 1980 — «Маленький домик в прериях» / Little House on the Prairie (сериал) — Алан Бартон
13. 1980 — «Остров фантазий» / Fantasy Island (сериал) — Flyer
14. 1980 — B.J. and the Bear (сериал)
15. 1980 — Haywire — Том
16. 1981 — «Форт Апач, Бронкс» / Fort Apache the Bronx — White Rookie
17. 1981 — «Трое — это компания» / Three’s Company (сериал) — Офицер Джим Болтон
18. 1982 — Voyager from the Unknown
19. 1983 — «Фэлкон Крест» / Falcon Crest (сериал) — Военврач
20. 1984 — «Почему я?» / Why me? (TV)
21. 2000 — Noah’s Ark: The New Beginning — Омо

### Режиссёрские работы
1. 1988 — «Мистическая пицца» / Mystic Pizza
2. 1990 — «Случайные потрясения» / Opportunity Knocks
3. 1993 — «Старые ворчуны» / Grumpy Old Men
4. 1994 — «Услуга» / The Favor
5. 1994 — «Богатенький Ричи» / Richie Rich
6. 1996 — «Компаньон» / The Associate
7. 1999 — «Мой любимый марсианин» / My Favorite Martian
8. 2000 — «Мисс Конгениальность» / Miss Congeniality
9. 2003 — «Как отделаться от парня за 10 дней» / How to Lose a Guy in 10 Days
10. 2004 — «Добро пожаловать в Лосиную бухту» / Welcome to Mooseport
11. 2006 — «Поцелуй на удачу» / Just My Luck
12. 2009 — «Моё большое греческое лето» / My Life in Ruins
13. 2018 — «Маленькая Италия» / Little Italy
14. 2025 — «Последний курорт» / The Last Resort